# Franck Amégnigan
Kokou Franck Amégnigan (né le 16 juin 1971) est un ancien athlète togolais, spécialiste du sprint.
Il mesure 1,81 m et pèse 76 kg.
Son meilleur temps est de 10 s 30 obtenu à Versailles le 8 juin 1996. Il détient le record du Togo sur le relais 4 × 100 m. Il participe aux Jeux olympiques de 1992 (avec le relais togolais) et en 1996 (sur l'épreuve individuelle du 100 m où il ne réalise que 10 s 51 en séries).